# Svalöv (comune)
Svalöv è un comune svedese di 13 230 abitanti, situato nella contea di Scania. Il suo capoluogo è la cittadina omonima.

## Località
Nel territorio comunale sono comprese le seguenti aree urbane (tätort):
| # | Località    | Popolazione |
| - | ----------- | ----------- |
| 1 | Svalöv      | 3.344       |
| 2 | Teckomatorp | 1.644       |
| 3 | Kågeröd     | 1.413       |
| 4 | Billeberga  | 948         |
| 5 | Röstånga    | 846         |
| 6 | Tågarp      | 434         |